# Aromatische-L-Aminosäure-Decarboxylase
Aromatische-L-Aminosäure-Decarboxylase (AADC), auch DOPA-Decarboxylase (DDC) genannt, ist der Name für Enzyme in Chordatieren, die die Biosynthese von Dopamin, Serotonin und Tryptamin mittels Decarboxylierung katalysieren. Als Entdecker gilt der deutsche Pharmakologe Peter Holtz.
Mutationen am entsprechenden DDC-Gen und folgender Mangel am Enzym führen zu Mangel an den entsprechenden Neurotransmittern und Katecholaminen. AADC ist gentherapeutisches Target für die Behandlung der Parkinson-Krankheit; Phase I-Studien wurden 2008 erfolgreich abgeschlossen. Patienten mit polyendokriner Autoimmunerkrankung Typ I (APS1) zeigen zum Teil Autoantikörper auf AADC. Manche Varianten der AADC sind assoziiert mit Nikotinabhängigkeit.

## Katalysierte Reaktionen
⇒  + CO2
L-DOPA wird zu Dopamin decarboxyliert (Katecholamin-Synthese).
 ⇒  + CO2
5-Hydroxy-L-Tryptophan wird zu Serotonin decarboxyliert.
 ⇒  + CO2
L-Tryptophan wird zu Tryptamin decarboxyliert.
 ⇒  + CO2
L-Histidin wird zu Histamin decarboxyliert.
 ⇒  + CO2
L-Tyrosin wird zu Tyramin decarboxyliert (Tyrosin-Abbau).
 ⇒  + CO2
L-Phenylalanin wird zu Phenethylamin decarboxyliert (L-Phe-Abbau).

## Weitere Funktionen
Obwohl allgegenwärtig im Körper, zeigte eine Studie mit Mäusen besonders hohe Konzentrationen an AADC in Nieren und Darm, und festgestellte Unterschiede in der Nieren-Konzentration zwischen Männchen und Weibchen könnten für entsprechende Geschlechtsunterschiede im Natriumhaushalt verantwortlich sein. Es ist wichtig für die Entwicklung der Geschmacksknospen in Mäusen.
AADC spielt eine Rolle im Signalweg des Androgenrezeptors.